# アルブレヒト3世 (ザクセン公)

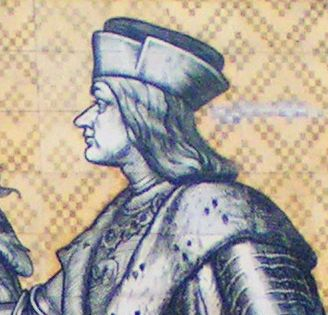
ドレスデンの壁画に描かれたアルブレヒト勇敢公

アルブレヒト3世（Albrecht III., 1443年1月27日 - 1500年9月12日）は、ザクセン公（在位：1464年 - 1500年）。アルブレヒト勇敢公（Albrecht der Beherzte）の呼び名で知られ、ヴェッティン家の分枝の一つアルベルティン家の始祖である。

## 生涯
ザクセン選帝侯フリードリヒ2世とその妃で内オーストリア公エルンストの娘であるマルガレータの間の三男として生まれた。母方の伯父は神聖ローマ皇帝フリードリヒ3世であり、アルブレヒトもハプスブルク家の縁者として後に金羊毛騎士団の騎士に叙任されている。1455年、兄のエルンストと共に父に恨みを持つ騎士クンツ・フォン・カウフンゲンによって誘拐されたが、救出された後にしばらくウィーン宮廷のフリードリヒ3世の許に預けられている。
1464年、アルブレヒトはボヘミアのヘプにおいて、ボヘミア王イジーの娘ズデンカ（ドイツ語名ジドーニエ）と結婚した。しかし1471年に義父が死んだ際、アルブレヒトはボヘミア王位の後継者となるのには失敗した。同年に父が死んだ後、アルブレヒトと兄の選帝侯エルンストは長く領土を共同統治していたが、1485年にライプツィヒ協定を結んで領土を分割し、アルブレヒトはマイセン辺境伯領とその近隣地域を与えられ、アルベルティン系のザクセン公国を創設した（エルンストはエルネスティン系の祖となった）。
伯父の皇帝フリードリヒ3世から優秀な将軍だと見なされていたアルブレヒトは、1475年のブルゴーニュ公シャルル突進公に対する皇帝軍の遠征において目立った活躍をした。しかし1487年のハンガリー王マーチャーシュ1世に対する皇帝軍の遠征では、皇帝からの支援が十分でなかったために敗北した。
1488年、アルブレヒト3世はフリードリヒ3世よりブルゴーニュ領ネーデルラントの総督（在任は1493年まで）に任命され、ブルッヘに監禁されていた従弟のローマ王マクシミリアン（後の皇帝マクシミリアン1世）を解放するために皇帝軍と共にネーデルラントに進軍した。翌1489年にマクシミリアンがドイツに無事帰国すると、アルブレヒト3世は反乱者と戦うためにネーデルラントに再び赴いた。彼はホラント伯領、フランドル伯領、ブラバント公国におけるマクシミリアンの権威を回復することには成功したが、一連の遠征活動に対する金銭的な報償をフリードリヒ3世から引き出すことは出来なかった。
1498年、マクシミリアンから先の忠勤の報償として世襲のフリースラント総督の地位を与えられたが、フリースラントは自軍で制圧しなければ治められない土地であった。アルブレヒト3世のフリースラント征服活動は非常な成功を収めていたが、フローニンゲンを包囲中にエムデンで亡くなった。
アルブレヒト3世は力量、技量ともに非常に優れた武人であり、馬上槍試合や騎士の実戦演習などでは際立って目立つ存在であった。アルブレヒト3世はフリードリヒ3世に対して強い忠誠心を抱き、皇帝のために自分の資金を擲って奉仕したが、こうした態度は領民達に不満を抱かせていた。しかし、アルブレヒト3世の治世はザクセンの繁栄の時代でもあった。

## 子女
妻ズデンカとの間に9人の子女をもうけたが、成長したのは以下の4人だけである。
- カタリーナ（1468年 - 1524年） - 1484年に前方オーストリア大公ジークムントと結婚、1497年にブラウンシュヴァイク＝カレンベルク＝ゲッティンゲン公エーリヒ1世と再婚
- ゲオルク（1471年 - 1539年） - ザクセン公
- ハインリヒ4世（1473年 - 1541年） - ザクセン公
- フリードリヒ（1473年 - 1510年） - ドイツ騎士団総長